# Hermano (film 2007)
Hermano è un film del 2007 diretto da Giovanni Robbiano. 
Il cast vede protagonisti Ignazio Oliva, Emir Kusturica, Paolo Villaggio, Cristina Moglia ed Rade Šerbedžija.

## Trama
Antonio, giovane disoccupato del Sud, lavora per la malavita: un giorno don Eugenio lo invia a Stoccolma per consegnare ad un russo una autovettura di lusso. Durante il viaggio il giovane incontra Carlos, un ex pugile argentino che sbarca il lungario compiendo furti e fra i due nasce un'amicizia.

## Produzione
Il soggetto del film, vincitore nel 1996 del premio Solinas, è stato scritto da Marcello Olivieri e Riccardo Aprile che erano stati alunni di un corso di sceneggiatura tenuto dallo stesso Robbiano. Le riprese del film si sono poi svolte nel 2000 in Puglia (Acquarica del Capo, Gagliano del Capo, Santa Maria di Leuca e Tricase) e in Germania, ma a causa di difficoltà economiche il film è stato completato solo nell'estate del 2003

## Distribuzione
Dopo essere stato presentato nel 2004 al Festival del Cinema Europeo e al Trieste Film Festival, è uscito in unica copia, proiettata al Filmstudio di Roma il 16 febbraio 2007.